# 保淑帝姫
保淑帝姫（ほしゅくていき、? - 1107年閏10月）は、北宋の徽宗の第12皇女。

## 経歴
淑妃王氏（後の大王貴妃）の次女として生まれた。大観元年（1107年）7月、保慶公主の位を授けられたが、同年閏10月に夭折した。魯国公主の位を追贈された。政和4年（1114年）12月、保淑帝姫の位を改贈された。

## 伝記資料
- 『宋会要輯稿』